# Thomas Corwin
Thomas Corwin, också känd som Tom Corwin och The Wagon Boy, född 29 juli 1794, död 18 december 1865, var amerikansk politiker (whigpartiet, senare republikanska partiet).
Han föddes i Bourbon County, Kentucky. Han var kusin till Moses Bledso Corwin som var ledamot av USA:s representanthus. Corwin flyttade i fyraårsåldern med familjen till Lebanon, Ohio. Han inledde 1817 sin karriär som advokat i Lebanon. Han arbetade 1818-1828 som åklagare i Warren County.
Han var ledamot av Ohio House of Representatives, underhuset i delstaten Ohios lagstiftande församling, 1822-1823 och 1829. Han var ledamot av USA:s representanthus för whig-partiet 1831-1840. Därefter valdes han till guvernör i Ohio. Han besegrade 1840 den sittande guvernören Wilson Shannon men förlorade mot honom i 1842 års guvernörsval. Corwin var ledamot av USA:s senat för whig-partiet från Ohio 1845-1850.
Han avgick från senaten för att bli USA:s finansminister under president Millard Fillmore en kort tid efter att president Zachary Taylor hade avlidit. Han trodde på tullar precis som företrädaren William M. Meredith men ville inte göra drastiska ändringar till 1846 års tullag. Eftersom kongressen kontrollerades av demokratiska partiet, var inte drastiska lagändringar ens möjliga. Corwin avgick som finansminister när demokraterna återfick regeringsmakten.
Efter whig-partiets nedgång blev Corwin republikan. Som republikan var han åter ledamot av representanthuset 1859-1861 och USA:s minister i Mexiko 1861-1864 under president Abraham Lincoln. Han var omtyckt i Mexiko, eftersom han som senator hade varit motståndare till mexikanska kriget. Han dog som advokat i Washington, D.C. Hans grav finns på Lebanon Cemetery i Lebanon, Ohio.
Han föreslog 1861, strax före amerikanska inbördeskriget bröt ut, ett tillägg till USA:s konstitution som skulle förbjuda sådana tillägg till konstitutionen som har med slaveri att göra. Corwins syfte var att förhindra krigsutbrottet. Corwintillägget godkändes i kongressen men delstaterna hann aldrig ta ställning till tillägget när kriget ändå bröt ut.